# Tsai Chih-hsiu
Tsai Chih-hsiu (chiń. 蔡池修; pinyin Cài Chíxiū; ur. 25 października 1976 r.) – tajwański bokser, reprezentant Chińskiego Tajpej na Igrzyskach Olimpijskich w Atlancie.